# ICarly leci do Japonii
iCarly: Lecę do Japonii (ang. iCarly: iGo to Japan) – amerykański film komediowy wyprodukowany na podstawie serialu iCarly. Jego światowa premiera miała miejsce w USA 8 listopada 2008 roku, zaś w Polsce premiera odbyła się 18 października 2009 roku na kanale Nickelodeon Polska.

## Opis fabuły
Trójka przyjaciół – Carly Shay (Miranda Cosgrove), Sam Puckett (Jennette McCurdy) i Freddie Benson (Nathan Kress) wraz ze Spencerem Shay (Jerry Trainor) i panią Benson (Mary Scheer) lecą do Japonii, kiedy ich program iCarly został nominowany do nagrody iWeb Awards w kategorii Serial Komediowy. Bohaterowie wyruszają antysanitarnym, niebezpiecznym samolotem
towarowym sterowanym przez kolegę Skarpety, najlepszego przyjaciela Spencera, który sprzedaje mu skarpety. Na miejscu spotykają swoich rywali Kyoko i Yuki.

## Obsada
- Miranda Cosgrove – Carly Shay
- Jennette McCurdy – Sam Puckett
- Nathan Kress – Freddie Benson
- Jerry Trainor – Spencer Shay
- Mary Scheer – Marissa Benson
- Jeremy Rowley – Lewbert
- Ally Matsumura – Kyoko
- Harry Shum Jr. – Yuki
- Michael Butler Murray – Theodore Wilkins